# L'École de la beauté
Pour plus de détails, voir Fiche technique et Distribution.
L’École de la beauté (Search for Beauty) est un film pré-code en noir et blanc réalisé par Erle C. Kenton, sorti en 1934.

## Synopsis
Pendant les Jeux olympiques d'été de 1932 à Los Angeles, des escrocs (James Gleason, Robert Armstrong et Gertrude Michael), convainquent les meilleurs athlètes de soutenir leur magazine de santé et de fitness. Afin de faire un formidable coup publicitaire, ils organisent une compétition internationale. Dans ce but, ils envoient l'un des athlètes sponsor, Don Jackson (Buster Crabbe) trouver les athlètes et obtenir leur consentement pour figurer dans le magazine.

## Fiche technique
- Titre : L’École de la beauté
- Titre original : Search for Beauty
- Réalisation : Erle C. Kenton
- Scénario : Claude Binyon, David Boehm, Frank Butler, Sam Hellman, Maurine Dallas Watkins
- Production : Erle C. Kenton
- Société de production et de distribution : Paramount Pictures
- Photographie : Harry Fischbeck
- Montage : James Smith
- Musique : John Leipold
- Pays de production : États-Unis
- Format : noir et blanc - Aspect Ratio: 1.37 : 1 ; Son : Mono (Western Electric Noiseless Recording)
- Genre : Comédie musicale
- Durée : 78 minutes
- Dates de sortie : 
  - États-Unis : 22 février 1934
  - France : 31 août 1934

## Commentaire
- Sorti trois mois avant l’application du Code de censure de Hollywood (en mai 1934), L’École de la beauté, sous couvert d'hymne à la santé physique, à l'exercice et à la jeunesse, est en réalité prétexte à l'érotisme, avec des scènes osées pour l'époque. On peut y voir notamment : des plans rapprochés sur les fesses dans le vestiaire des hommes ; des femmes montrant leur entre-jambe (en lingerie et maillot de bain) ; des dizaines d'hommes et de femmes courant tout au long du film en maillot de bain très ajusté et très révélateur ; des hommes reluquant avec lubricité les femmes court vêtues ; et la plus choquante des scènes : celle où Gertrude Michael zoome avec des jumelles sur les parties génitales de Buster Crabbe en maillot de bain.

- Il est intéressant de noter que ce défilé de la jeunesse, de l'athlétisme et du fitness dans les États-Unis de 1934, préfigure la propagande nazie telle que la véhiculera la photographe et réalisatrice allemande Leni Riefenstahl dans son film Les Dieux du stade tourné lors de Jeux olympiques d'été de 1936 à Berlin. Il faut dire que L’École de la beauté s'inspire directement du Mouvement Santé et Fitness créé et promu par Bernard MacFadden dans l'Amérique des années 1930, un mouvement qui s'est vite étendu à l'international.

- Ce film contient des prises réelles des Jeux olympiques d'été de 1932.

- De futures stars apparaissent dans le film, telles que Ann Sheridan et Ida Lupino.

## Sources
- L’École de la beauté sur EncycloCine
- L’École de la beauté sur notreCinema